# Metaborborus pollinosus
Metaborborus pollinosus är en tvåvingeart som först beskrevs av Walter Leopold Victor Hackman 1965.  Metaborborus pollinosus ingår i släktet Metaborborus och familjen hoppflugor. Inga underarter finns listade i Catalogue of Life.